# Lista BFI a celor mai bune 100 de filme britanice
În 1999, Institutul Britanic de Film (British Film Institute - BFI) a realizat un sondaj pentru a realiza clasamentul cu cele mai mari (bune) 100 de filme britanice din secolul al XX-lea. Institutul Britanic de Film a chestionat 1.000 de persoane din lumea filmului și a televiziunii britanice pentru a realiza această listă. Alegătorilor li s-a cerut să aleagă până la 100 de filme „britanice din punct de vedere cultural”. Lista include, de asemenea, două filme irlandeze: Piciorul meu stâng (My Left Foot) și The Commitments.

## Privire generală
Din anii 1960 sunt cele mai multe filme în funcție de deceniu, cu un total de 26 de filme. Câte patru filme sunt din anul 1949, 1963 și respectiv 1994. Cel mai vechi film selectat a fost 	39 de trepte (1935) și doar alte două filme din anii 1930 sunt în această listă.
David Lean, cu șapte filme, este cel mai reprezentat regizor din listă, urmat de Michael Powell (cinci filme, dintre care patru au fost colaborări cu Emeric Pressburger). Powell și Pressburger (The Archers) și John Schlesinger au câte patru filme, în timp ce Alexander Mackendrick și Tony Richardson au câte trei. Șapte dintre filme au fost produse de Ealing Studios în anii 1949–1955. 
Cel mai reprezentat actor este Alec Guinness, cu nouă filme, din care trei în roluri secundare. Michael Caine este cel mai reprezentat actor în viață, cu șapte filme.
Julie Christie este cea mai reprezentată actriță, cu șase filme pe listă.

## Lista completă
| Poziție | Titlu                                      | Titlu original                             | An   | Regizor                            |
| ------- | ------------------------------------------ | ------------------------------------------ | ---- | ---------------------------------- |
| 1       | Al treilea om                              | The Third Man                              | 1949 | Carol Reed                         |
| 2       | Scurta întâlnire                           | Brief Encounter                            | 1945 | David Lean                         |
| 3       | Lawrence al Arabiei                        | Lawrence of Arabia                         | 1962 | David Lean                         |
| 4       | 39 de trepte                               | The 39 Steps                               | 1935 | Alfred Hitchcock                   |
| 5       | Marile speranțe                            | Great Expectations                         | 1946 | David Lean                         |
| 6       | Inimi bune și coroane                      | Kind Hearts and Coronets                   | 1949 | Robert Hamer                       |
| 7       | Șoimul                                     | Kes                                        | 1969 | Ken Loach                          |
| 8       | Nu privi acum                              | Don't Look Now                             | 1973 | Nicolas Roeg                       |
| 9       | Pantofiorii roșii                          | The Red Shoes                              | 1948 | Powell and Pressburger             |
| 10      | Trainspotting - Din viață scapă cine poate | Trainspotting                              | 1996 | Danny Boyle                        |
| 11      | Podul de pe râul Kwai                      | The Bridge on the River Kwai               | 1959 | David Lean                         |
| 12      | dacă...                                    | if...                                      | 1968 | Lindsay Anderson                   |
| 13      | Cum scăpăm de Coana Mare?                  | The Ladykillers                            | 1955 | Alexander Mackendrick              |
| 14      | Sâmbătă seara, duminică dimineața          | Saturday Night and Sunday Morning          | 1960 | Karel Reisz                        |
| 15      | Piatra din Brighton                        | Brighton Rock                              | 1947 | John Boulting                      |
| 16      | Recuperatorul                              | Get Carter                                 | 1971 | Mike Hodges                        |
| 17      | Locuitorii de pe Lavender Hill             | The Lavender Hill Mob                      | 1951 | Charles Crichton                   |
| 18      | Henric al V-lea                            | Henry V                                    | 1944 | Laurence Olivier                   |
| 19      | Carele de foc                              | Chariots of Fire                           | 1981 | Hugh Hudson                        |
| 20      | Drumul spre stele                          | A Matter of Life and Death                 | 1946 | Michael Powell, Emeric Pressburger |
| 21      | Lunga zi de vineri                         | The Long Good Friday                       | 1980 | John Mackenzie                     |
| 22      | Servitorul                                 | The Servant                                | 1963 | Joseph Losey                       |
| 23      | Patru nunți și o înmormântare              | Four Weddings and a Funeral                | 1994 | Mike Newell                        |
| 24      | Whisky pe săturate!                        | Whisky Galore!                             | 1949 | Alexander Mackendrick              |
| 25      | Gol pușcă                                  | The Full Monty                             | 1997 | Peter Cattaneo                     |
| 26      | Jocul lacrimilor                           | The Crying Game                            | 1992 | Neil Jordan                        |
| 27      | Doctor Zhivago                             | Doctor Zhivago                             | 1965 | David Lean                         |
| 28      | Viața lui Brian                            | Monty Python's Life of Brian               | 1979 | Terry Jones                        |
| 29      | Withnail și cu mine                        | Withnail and I                             | 1987 | Bruce Robinson                     |
| 30      |                                            | Gregory's Girl                             | 1980 | Bill Forsyth                       |
| 31      |                                            | Zulu                                       | 1964 | Cy Endfield                        |
| 32      | Drumul spre înalta societate               | Room at the Top                            | 1959 | Jack Clayton                       |
| 33      | Alfie                                      | Alfie                                      | 1966 | Lewis Gilbert                      |
| 34      | Gandhi                                     | Gandhi                                     | 1982 | Richard Attenborough               |
| 35      | Femeia dispărută                           | The Lady Vanishes                          | 1938 | Alfred Hitchcock                   |
| 36      | Jaf în stil italian                        | The Italian Job                            | 1969 | Peter Collinson                    |
| 37      | Erou local                                 | Local Hero                                 | 1983 | Bill Forsyth                       |
| 38      |                                            | The Commitments                            | 1991 | Alan Parker                        |
| 39      | Un peștișor pe nume Wanda                  | A Fish Called Wanda                        | 1988 | Charles Crichton                   |
| 40      | Secrete și minciuni                        | Secrets & Lies                             | 1996 | Mike Leigh                         |
| 41      |                                            | Dr No                                      | 1962 | Terence Young                      |
| 42      | Nebunia regelui George                     | The Madness of King George                 | 1994 | Nicholas Hytner                    |
| 43      | Un om pentru eternitate                    | A Man for All Seasons                      | 1966 | Fred Zinnemann                     |
| 44      | Narcisa neagră                             | Black Narcissus                            | 1947 | Powell and Pressburger             |
| 45      | Viața și moartea colonelului Blimp         | The Life and Death of Colonel Blimp        | 1943 | Powell and Pressburger             |
| 46      | Oliver Twist                               | Oliver Twist                               | 1948 | David Lean                         |
| 47      | Sunt bine, Jack                            | I'm All Right Jack                         | 1959 | John Boulting                      |
| 48      | Gangster și rock star                      | Performance                                | 1970 | Nicolas Roeg și Donald Cammell     |
| 49      | Shakespeare îndrăgostit                    | Shakespeare in Love                        | 1998 | John Madden                        |
| 50      | Frumoasa mea spălătorie                    | My Beautiful Laundrette                    | 1985 | Stephen Frears                     |
| 51      | Tom Jones                                  | Tom Jones                                  | 1963 | Tony Richardson                    |
| 52      | Viața sportivă                             | This Sporting Life                         | 1963 | Lindsay Anderson                   |
| 53      | Piciorul meu stâng                         | My Left Foot                               | 1989 | Jim Sheridan                       |
| 54      | Brazil                                     | Brazil                                     | 1985 | Terry Gilliam                      |
| 55      | Pacientul englez                           | The English Patient                        | 1996 | Anthony Minghella                  |
| 56      | Gustul mierii                              | A Taste of Honey                           | 1961 | Tony Richardson                    |
| 57      | Mesagerul                                  | The Go-Between                             | 1970 | Joseph Losey                       |
| 58      | Bărbatul în costum alb                     | The Man in the White Suit                  | 1951 | Alexander Mackendrick              |
| 59      | Dosarul Ipcress                            | The Ipcress File                           | 1965 | Sidney J. Furie                    |
| 60      | Împușcătura                                | Blow Up                                    | 1966 | Michelangelo Antonioni             |
| 61      | Singurătatea alergătorului de cursă lungă  | The Loneliness of the Long Distance Runner | 1962 | Tony Richardson                    |
| 62      | Rațiune și simțire                         | Sense and Sensibility                      | 1995 | Ang Lee                            |
| 63      |                                            | Passport to Pimlico                        | 1949 | Henry Cornelius                    |
| 64      | Rămășițele zilei                           | The Remains of the Day                     | 1993 | James Ivory                        |
| 65      | Duminica însângerată                       | Sunday, Bloody Sunday                      | 1971 | John Schlesinger                   |
| 66      |                                            | The Railway Children                       | 1970 | Lionel Jeffries                    |
| 67      | Mona Lisa                                  | Mona Lisa                                  | 1986 | Neil Jordan                        |
| 68      | Distrugătorii de baraje                    | The Dam Busters                            | 1955 | Michael Anderson                   |
| 69      | Hamlet                                     | Hamlet                                     | 1948 | Laurence Olivier                   |
| 70      | James Bond - Goldfinger                    | Goldfinger                                 | 1964 | Guy Hamilton                       |
| 71      | Elisabeth                                  | Elizabeth                                  | 1998 | Shekhar Kapur                      |
| 72      | Adio, domnule Chips!                       | Goodbye, Mr Chips                          | 1939 | Sam Wood                           |
| 73      | Cameră cu priveliște                       | A Room with a View                         | 1985 | James Ivory                        |
| 74      | Ziua șacalului                             | The Day of the Jackal                      | 1973 | Fred Zinnemann                     |
| 75      | Marea crudă                                | The Cruel Sea                              | 1953 | Charles Frend                      |
| 76      | Billy mincinosul                           | Billy Liar                                 | 1963 | John Schlesinger                   |
| 77      | Oliver!                                    | Oliver!                                    | 1968 | Carol Reed                         |
| 78      | Ochiul care ucide                          | Peeping Tom                                | 1960 | Michael Powell                     |
| 79      | Departe de lumea dezlănțuită               | Far From the Madding Crowd                 | 1967 | John Schlesinger                   |
| 80      | Contractul desenatorului                   | The Draughtsman's Contract                 | 1982 | Peter Greenaway                    |
| 81      | Portocala mecanică                         | A Clockwork Orange                         | 1971 | Stanley Kubrick                    |
| 82      |                                            | Distant Voices, Still Lives                | 1988 | Terence Davies                     |
| 83      |                                            | Darling                                    | 1965 | John Schlesinger                   |
| 84      | Meditațiile Ritei                          | Educating Rita                             | 1983 | Lewis Gilbert                      |
| 85      | Fanfara învingătorilor                     | Brassed Off                                | 1996 | Mark Herman                        |
| 86      | Genevieve                                  | Genevieve                                  | 1953 | Henry Cornelius                    |
| 87      | Femei îndrăgostite                         | Women in Love                              | 1969 | Ken Russell                        |
| 88      | Noaptea unei zile grele                    | A Hard Day's Night                         | 1964 | Richard Lester                     |
| 89      |                                            | Fires Were Started                         | 1943 | Humphrey Jennings                  |
| 90      | Glorie și speranță                         | Hope and Glory                             | 1987 | John Boorman                       |
| 91      |                                            | My Name is Joe                             | 1998 | Ken Loach                          |
| 92      |                                            | In Which We Serve                          | 1942 | Noël Coward și David Lean          |
| 93      | Caravaggio                                 | Caravaggio                                 | 1986 | Derek Jarman                       |
| 94      |                                            | The Belles of St Trinian's                 | 1954 | Frank Launder                      |
| 95      | Viața e plăcută                            | Life Is Sweet                              | 1990 | Mike Leigh                         |
| 96      | Omul de răchită                            | The Wicker Man                             | 1973 | Robin Hardy                        |
| 97      |                                            | Nil By Mouth                               | 1997 | Gary Oldman                        |
| 98      |                                            | Small Faces                                | 1995 | Gillies Mackinnon                  |
| 99      | Tot înainte, India!                        | Carry On... Up the Khyber                  | 1968 | Gerald Thomas                      |
| 100     | Câmpiile morții                            | The Killing Fields                         | 1984 | Roland Joffé                       |